# سانیا دولژال
سانیا دولژال (Sanja Doležal) خواننده و مجری تلویزیونی اهل کرواسی است که بیشتر به‌عنوان خواننده اصلی گروه موسیقی پاپ «نُوی فوسیلی» (Novi Fosili) شناخته می‌شود. او در دهه ۱۹۸۰ با این گروه به شهرت رسید و در تولید چندین آلبوم موفق مشارکت داشت.
پس از کناره‌گیری از حرفه خوانندگی، دولژال در چندین برنامه تلویزیونی به‌عنوان مجری ظاهر شد و سپس در سال ۲۰۰۴ برنامه گفت‌وگوی روزانه خود را با عنوان سانیا دولژال در شبکه خصوصی تازه تأسیس تلویزیون RTL آغاز کرد. برنامه سانیا از مه ۲۰۰۴ تا تابستان ۲۰۰۶ پخش شد و سپس لغو گردید. این برنامه به موضوعات مختلف زندگی روزمره می‌پرداخت و شامل حضور مهمانان مشهور و افراد عادی بود.
در اواخر سال ۲۰۱۰، او در برنامه رقصیدن با ستاره‌ها، نسخه کرواتی Dancing with the Stars که از شبکه HRT 1 پخش می‌شد، شرکت کرد.
در سال ۲۰۱۴، او مجری برنامه صبحگاهی صبح بخیر کرواسی بود که از HRT 1 پخش می‌شد. او در حال حاضر مجری بخش آشپزی مُد است در برنامه مجله IN است که به موضوعات مختلف می‌پردازد. این برنامه از Nova TV پخش می‌شود. او همچنین در نسخه کرواتی نمایش Menopause اجرا دارد.

## اوایل زندگی و حرفه
در کودکی، او در تبلیغات برندهای غذای کودک مدولینو و فروتولینو که توسط شرکت کرواتی پودرافکا تولید می‌شد، حضور داشت. همچنین، او به کاراته نیز پرداخته بود. سپس در سال ۱۹۸۱ به گروه پاپ-راک زاگرب به نام "First Love" پیوست. این گروه اولین گروه موسیقی نوجوانان در جمهوری فدرال سوسیالیستی یوگسلاوی بود و بین سال‌های ۱۹۷۸ تا ۱۹۸۲ فعالیت داشت. در این دوران، او در ضبط آلبوم Private (۱۹۸۱) و اگر تنها بمانیم (۱۹۸۲) مشارکت کرد.
در سال ۱۹۸۳، او به گروه موسیقی پاپ نُوی فوسیلی که در سال ۱۹۶۹ تأسیس شده بود، پیوست و جایگزین خواننده قبلی گروه، جوردیکا بارلوویچ، شد. دولژال تا سال ۱۹۹۱ با این گروه همکاری داشت و در سال ۲۰۰۵ بار دیگر به آن‌ها پیوست. در دوران حضور او، گروه هفت آلبوم منتشر کرد و به یکی از محبوب‌ترین گروه‌های موسیقی یوگسلاوی تبدیل شد و صدها هزار نسخه از آثار خود را فروخت و کنسرت‌هایی با سالن‌های پُر برگزار کرد. در دوران اوج، این گروه نماینده یوگسلاوی در مسابقه آواز یوروویژن ۱۹۸۷ شد (در روز تولد ۲۴ سالگی او) و با اجرای آهنگ من طرفدار رقصیدن هستم (I Wanna Dance) مقام چهارم را با ۹۲ امتیاز کسب کرد.
پس از ترک گروه در سال ۱۹۹۱، او به ایفای نقش یک روزنامه‌نگار مشهور در برنامه موسیقی و کمدی آیا کسی دنبالم بود؟ (که از HRT پخش می‌شد) پرداخت.
او سه آلبوم انفرادی منتشر کرد که موفقیت چندانی نداشتند و سپس در اوایل دهه ۲۰۰۰ از خوانندگی کناره‌گیری کرد. پس از آن، او برنامه گفت‌وگوی روزانه خود با نام Sanja را از ۲۰۰۴ تا ۲۰۰۶ در RTL اجرا کرد. در سال ۲۰۱۴، او یکی از مجریان برنامه صبحگاهی اچ‌آرتی صبح به خیر کرواسی شد.
او در حال حاضر مجری بخش آشپزی مُد است در مجله IN است که از Nova TV پخش می‌شود و همچنین در نسخه کرواتی نمایش Menopause اجرا دارد.